# Ara erythrocephala
L'ara gialloverde della Giamaica (Ara erythrocephala Gosse, 1847) era un uccello della famiglia degli Psittacidi.

## Descrizione
Endemica della Giamaica, l'ultimo esemplare conosciuto fu visto dal Reverendo Comard nel 1842 nel distretto rurale di Saint James, vicino al cuore dell'isola. Egli osservò due grosse are che volavano vicino ai piedi del monte e gli fu riferito dai residenti che nella parte di sotto del loro corpo il piumaggio era di un vivo giallo e blu. Quasi certamente (anche se su questo argomento alcune fonti saranno poi discordanti) queste appartenevano alla stessa specie procurata nel 1810 nelle montagne di Trelawny e di Saint Ann dal proprietario del podere Oxford, il signor White. Una delle «conoscenze ornitologiche» di Gosse, il signor White, il quale credeva che queste are svernassero in Giamaica dal Messico, le descrisse in questo modo: «Testa rossa, collo, spalle e parti inferiori del corpo di un verde chiaro e vivace, con le più grandi penne e piume delle ali color blu. La coda è scarlatta e blu sulla superficie superiore, con le piume sia sotto la coda che sotto le ali di un colore arancio giallo intenso». Questa descrizione è stata per gli studiosi abbastanza dettagliata da potere aggiungere una ricostruzione approssimativa dell'ara gialloverde della Giamaica.